# Csanády Gusztáv
Csanády Gusztáv Adolf, születési és 1869-ig használt nevén Scholtz Gusztáv (Battonya, 1837. december 10. – Budapest, 1914. október 27.) vegyésztudor, mezőgazdász, gazdasági szakíró, a keszthelyi magyar királyi gazdasági tanintézet rendes tanára.

## Élete
Scholtz János és Generics Zsuzsanna fia. Apja gyógyszerész volt a Békés vármegyei Battonyán. Középiskoláit Makón, Nagykőrösön, Pozsonyban az evangélikus líceumban és Pesten a kegyesrendiek főgimnáziumában végezte és a gyógyszerészeti pályára lépett. A budapesti egyetemen 1860-ban gyógyszerész-mesteri, 1861-ben tudori oklevelet nyert. Ez időtől 1868-ig mint gyógyszerész működött, mely közben 1862-től 1867-ig Pest-Pilis-Soltmegye vegyésze is volt. Az 1868-69. tanévben a tudományegyetem kémiai laboratóriumában dolgozott; 1869-70-ben a halle-wittenbergi egyetemet látogatta és ott főképpen a mezőgazdasági vegytant és rokontárgyakat tanulta. 1870. október 1-jén a magyar királyi földművelési minisztérium a magyaróvári gazdasági felsőbb tanintézethez a kémiai tanszékre segédtanárnak kinevezte; 1871 tavaszán pedig a keszthelyi magyar királyi gazdasági felsőbb tanintézetnél lett az általános és mezőgazdasági vegytan, a borászat és kémiai technológia rendes tanára. 1873-tól a tanintézet borpincéjének kezelője; 1885-től pedig a vegykísérleti állomás vezetője volt. 1879-től a keszthelyi csolnakázó egylet elnöke; 1882-től a közegészségi bizottság elnöke. 1892-től a keszthelyi intézet igazgatója volt, 1901-ben vonult nyugalomba. A "Balatonvidék történelmét, földrajzi, tájrajzi, természetrajzi, néprajzi és házi-ipari viszonyait bemutató múzeum" érdekében 1897 júniusában, Keszthelyen megalakult Balatoni Múzeum-Egyesület végrehajtó bizottságának tagjává választották.
Sírja a budapesti Farkasréti temetőben található.
Értekezései: A szőlők czélszerű trágyázása (Keszthelyi m. k. gazd. tanint. Évkönyve 1887.); A yorkmadeira bor (Uo. 1888.); A takarmány tápértéke különös tekintettel a helybeli viszonyokra (Uo. 1889.); Magyar buzák chemiai elemzése, az 1890. bécsi általános mezőgazd. és erd. kiállitásra (a Deininger Imre szerkesztésével kiadott Tanulmány a búza fölött c. munkában); nehány cikksorozat a Gyümölcsészeti Füzetekben és a Borászati Lapokban (1874-től); Vegyészeti és gazdasági cikkeket írt még a Gyakorlati Mezőgazdába (1872-74), Gazdasági Lapokba (1873.), Borászati Füzetekbe (1873) és Földmívelési Érdekeinkbe (1874).

## Házassága és leszármazottjai
Felesége Forster Malvina "Mária" Klára (Nagykapornak, 1857. szeptember 17.–Budapest, 1945. március 6.) akinek a szülei Forster György, földbirtok bérlő és Kollár Klára (1819–1880) asszony voltak. Az anyai nagyszülei idősebb Kollár János (1783–†?), a Győri püspökség fertőrákosi uradalmi tiszttartója és Pachl Klára (1787–1852) voltak. Az anyai nagyanyjának a féltestvére Angyalffy Mátyás András (1776–1839) a keszthelyi Georgikon tanára volt. Anyai nagybátyja ifjabb Kollár János (1816–1896) pacsai földbirtokos, akinek a felesége révfalusi Szentmihályi Klementina írónő volt. Csanády Gusztávné Forster Mária fivére gyulakeszi Forster Elek (1859–1932) országgyűlési képviselő, gazdasági főtanácsos, földbirtokos, törvényhatósági bizottsági tag; leánytestvérük Forster Vilma (1855–†?), akinek a férje nagybarkóczi és kisbarkóczi Barkóczy Károly, sümegi ügyvéd volt. Csanády Gusztáv és Forster Mária frigyéből született:
- Csanády Erzsébet Vilma "Elza" (Keszthely, 1878. október 14. – Budapest, 1962. január 13.).[11] Férje, nagyajtai dr. Nyiredy Jenő (Nagyajta, 1865. február 17. – Budapest, 1932. november 19.) gyógyszerész, királyi tanácsos, királyi gazdasági akadémiai igazgató.[12]
- Csanády István János Jenő (Keszthely, 1880. január 23. –?)
- Csanády Mária Sarolta Klára (Keszthely, 1881. február 13. – Keszthely, 1882. december 1.).
- Csanády Anna Vilma (Budapest, 1882. szeptember 6.–Bánokszentgyörgy, 1919. január 11.). Férje, bocsári Svastits Elemér Károly (*Lesencetomaj, Zala vármegye, 1869. augusztus 15.–†Babosdöbréte, 1946. január 29.), honvéd ezredes.[13][14]
- Csanády Mária Vilma  (Keszthely, 1883. szeptember 5. –?)
- Csanády László. Felesége, Szenes Lívia (1891.–Budapest, 1979. december 24.).[15]
- dr. Csanády Gusztáv (1894.–Budapest, 1973. december 18.), székesfővárosi tanácsnok.[16] Felesége, Reidner Ilona (1909.–Budapest, 1979. július 19.).[17]

## Munkái
- Az iblany és néhány vegyületének új előállítási módja. Gy. Hetilap, 1862. 581.
- A must és bor főbb alkatrészeinek meghatározási módszerei. Bpest, 1876 (a m. tud. akadémia által a Vitéz-féle jutalommal koszorúzatt pályamunka)
- A borászat kézikönyve, tekintettel hazánk bortermelésére. Uo. 1885 (a kir. m. term. tud. társulat megbizásából dr. Plósz Pál egyet. tanárral együtt 47 rajzzal. Ism. Bud. Szemle L. 1887)
- Adatok a must és borelemzés módszeréhez. Uo. 1889 (a kir. m. term. tud. társulat megbizásából dr. Ulbricht munkájának kivonatos átdolgozása és fordítása)
- A takarmány tápértéke, különös tekintettel a helyi viszonyokra. Keszthely, 1890
- Útmutatás a must és bor okszerű kezelésére (Bp., 1899, német, román, szerb és szlovák nyelven)